# أندرو غانت
أندرو غانت (بالإنجليزية: Andrew Gant)‏ هو ملحن بريطاني، ولد في 1963.

## وصلات خارجية
- أندرو غانت على موقع ميوزك برينز (الإنجليزية)